# Cliente de haute couture
La cliente de haute couture est une femme apparue au milieu du XIXe siècle dont la nationalité et la condition sociale sont d'origines diverses. Celle-ci achète des créations de haute couture et son image se confond parfois avec les grandes maisons parisiennes de couture. Elle est souvent considérée comme un stéréotype alors qu'elle présente des profils divers et n'a cessé de changer au cours des décennies.

## Historique
Charles Frederick Worth invente la haute couture au milieu du XIXe siècle ; avec elle, il modifie la façon dont la femme achète ses robes. Alors que jusque-là la couturière ou la marchande de modes, comme simple fournisseur, se devait de réaliser les désirs de sa cliente, Worth impose ses créations annuelles, tout en acceptant de les adapter aux acheteuses, : « Mon travail ne consiste pas à exécuter mais à inventer » dit-il. Le couturier devient influant sur les choix et les vendeuses, apportant conseils et expertises, restent attitrées à la cliente. Les femmes de l’aristocratie se doivent toujours de changer de toilette plusieurs fois par jour et chaque habit est destiné à un usage particulier. Pour les clientes, « la visite au grand couturier est une obligation » mondaine et une façon d'être vue ; celle-ci prend parfois la forme d'une « tournée » dans plusieurs lieux.
Au début du XXe siècle toutes les nationalités sont présentes dans les salons des maisons de couture avec jusqu'à la Première Guerre mondiale, une clientèle pour moitié française, puis majoritairement Américaine, après la fin du conflit,. Le nombre de clientes est alors important et elles viennent plusieurs fois par an à Paris effectuer leurs achats. Un siècle plus tard, ce sont les maisons qui déplacent leurs équipes de par le monde afin de rencontrer leurs clientes,,,. 

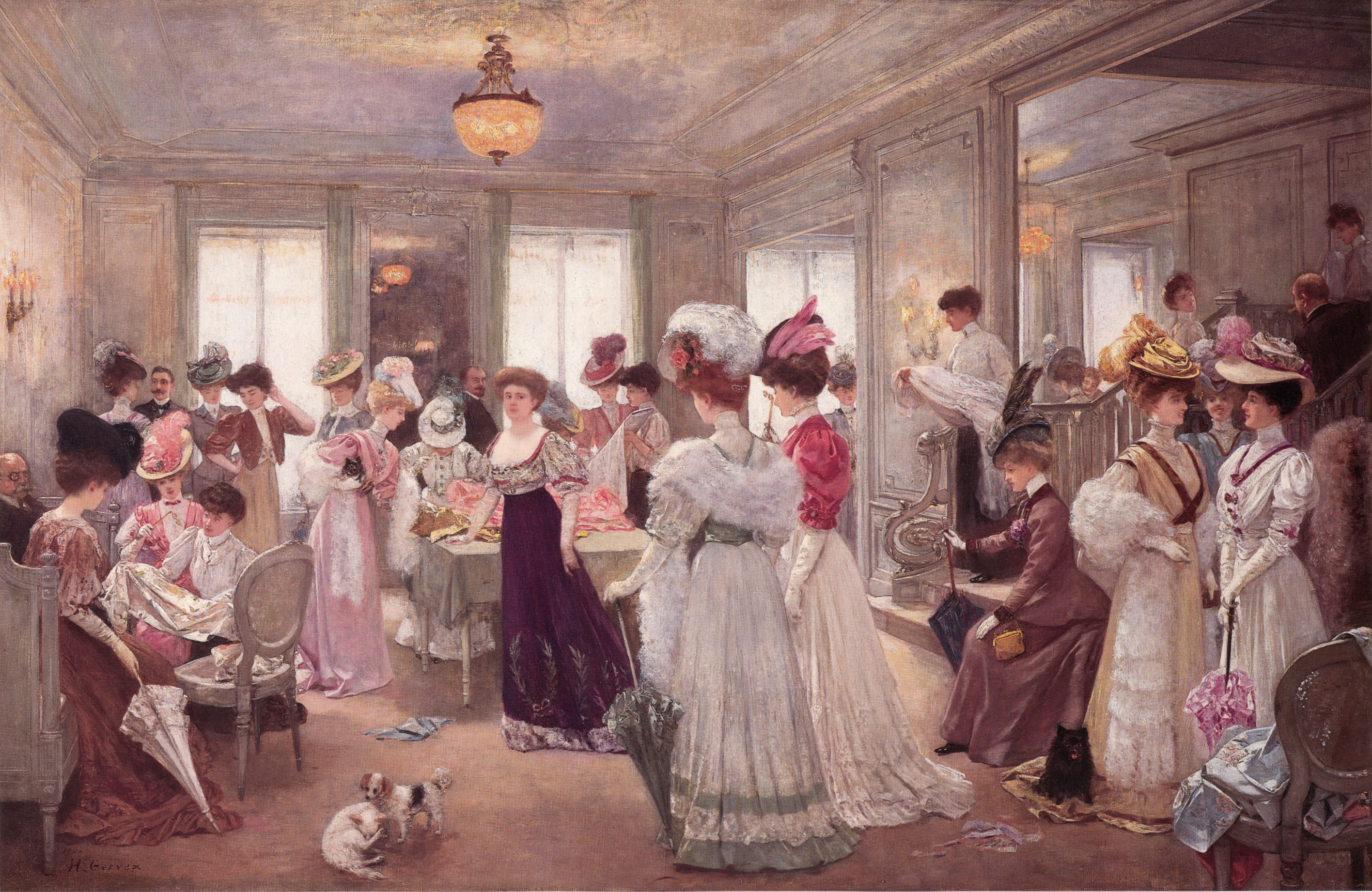
Henri Gervex, Cinq heures chez Paquin, 1906.

Bien que la plupart des clientes soient discrètes — la discrétion étant maintenue de tous temps par les maisons de couture, —, pour une marque avoir une clientèle prestigieuse concourt à assoir sa renommée,. Worth — puis Redfern et Doucet par la suite — l'a compris très tôt et, fournisseur de cours royales, il habille les têtes couronnées, le Gotha, la haute société américaine, les actrices ou les maitresses en vue : celles-ci lancent la tendance ou renforcent l'image élitiste de la maison. Ainsi, Cristóbal Balenciaga a la réputation d'avoir « la clientèle la plus élégante du monde »,. L'image donnée par les figures publiques prend une place prédominante, jusqu'à l’avènement des épouses d'hommes politiques qui vont parfois influencer la mode. Toutes leurs tenues, y compris celles de haute couture, sont détaillées par la presse, à l'image de Diana Spencer ou Grace Kelly icônes d'une époque et plus récemment Michelle Obama ou Carla Bruni. En France, plusieurs premières dames sont connues comme cliente de haute couture, notamment chez Dior : l'élégante Claude Pompidou, Anne-Aymone Giscard d'Estaing, ou encore Danielle Mitterrand.
Au-delà de la diffusion d'une mode, certaines clientes peuvent devenir l'incarnation d'une marque, comme Jackie Kennedy qui pourtant, en tant que première dame des États-Unis, cache son gout pour la haute couture, plus particulièrement le français Dior ainsi que l'italien Valentino, en faisant copier des créations par son habilleur attitré ou acheter les modèles par sa sœur, ; elle voit son mari mourir alors habillée en tailleur Chanel. Grace de Monaco et de façon plus générale les femmes de la famille Grimaldi,, la duchesse de Windsor ou la princesse de Rethy fréquentent régulièrement la maison de couture du temps de Christian Dior puis de Marc Bohan. Nan Kempner, fidèle cliente, incarne la femme selon Saint Laurent. Certaines actrices sont des clientes habituées de la haute couture telle Olivia de Havilland qui voit ses tenues de mariage créées par Dior. Le prix d'une même création peut alors varier en fonction de la publicité que peut en tirer le couturier et ceux-ci n'hésitent pas à effectuer régulièrement des petits cadeaux pour leurs plus fidèles clientes ; ces cadeaux, comme l'invitation aux défilés parisiens, l'attention de la vendeuse, le décor des salons « dont la richesse convient aux habitudes de vie des clientes », les essayages, ou les autres menus services pour la cliente contribuent à renforcer l'image de luxe de la haute couture : un rituel est établi. 
Mais l'entrée aux salons privés des maisons de haute couture ne se fait pas librement, il faut parfois être coopté. L'accès aux modèles haute couture pour les clientes privilégiées devient une forme de distinction sociale : « la haute couture offre une promesse qui n'a pas de prix : celle d'être unique. » Les défilés, également une invention de Worth qui le premier présente sur des mannequins vivants, ne se décrivent donc pas seulement comme qu'un spectacle à destination des médias, : ceux-ci sont organisés pour cette cliente qu'elle soit présente ou non. Elle peut choisir, avant de faire réaliser sur mesure et à ses goûts dans les ateliers,. Le « carnet de mensurations » est alors conservé par la maison de couture ou parfois « un mannequin à leur taille exacte ». 
Dans les années 1950, la haute couture vit son second « âge d'or » mais les clientes se font rares à cause des tarifs élevés,,. Cette cliente est alors symbolisée dans les magazines de mode comme « l'éternelle Parisienne, la riche Américaine ou l'élégante Anglaise. » Ces mêmes publications la sollicitent également non plus uniquement pour la robe, mais également pour tous les produits que développent les maisons de couture : chapeaux, bijoux, maquillage ou autres accessoires de mode. Vingt ans après la Seconde Guerre mondiale, le nombre de maisons de couture est divisé par cinq ; en une cinquantaine d'années, la clientèle de haute couture est divisée par cent, la haute couture est plus que jamais un domaine réservé à certaines clientes,. Après la révolution du prêt-à-porter qui voit la haute couture chamboulée, la crise du pétrole marque la fin des Trente Glorieuses et un frein brutal à cette activité hors de prix. Dans les années 1970 à 1980, le profil de la cliente de haute couture change et elles rajeunissent : « ce sont principalement des femmes du Moyen-Orient enrichies par l'envolée des cours du pétrole et des Américaines, compagnes des yuppies ». Mais de nos jours, Bruno Pavlovsky, président du département mode de Chanel, précise que les clientes ne sont « pas seulement l'élite américaine ou moyen-orientale. Il y a maintenant des Européennes, des Russes, des Indiennes, quelques Chinoises ». Ce que Didier Grumbach résume en spécifiant que la clientèle « est évidemment internationale et fortunée. »
Les clientes font partie du patrimoine de la maison de couture ; certaines comme Dior, Balenciaga, Christian Lacroix, ou Saint Laurent avec sa fondation, conservent depuis des décennies des archives : « Depuis 1962, nous avons tout gardé. je ne parle pas de l'intégralité des vêtements mais il ne nous manque pas un croquis, pas un dessin, pas une liste de clientes, pas un prix, […] » dit Pierre Bergé.